# Napoléon-Joseph de Colbert-Chabanais
Pour les articles homonymes, voir Colbert.
Pour les autres membres de la famille, voir Famille Colbert.
Napoléon-Joseph-Auguste, marquis de Colbert-Chabanais (10 octobre 1805 dans l'ancien 9e arrondissement de Paris - 27 septembre 1883 au château d'Orsonville, Seine-et-Oise), est un homme politique français du XIXe siècle.

## Biographie
Napoléon-Joseph de Colbert était le fils aîné de Auguste-François, baron de Colbert (1777-1809). Il avait reçu, à la naissance, pour parrain et marraine l'empereur Napoléon Ier et l'Impératrice Joséphine.
Saint-Cyrien (4e promotion, 1821-1823), il fit carrière dans l'armée où il obtint le rang d'officier de cavalerie. Il était sous-lieutenant de hussards vers 1829-1830.
Maire de Saint-Julien-de-Mailloc, il fut élu, le 7 janvier 1860, en remplacement de d'Amédée Lambert Renée, décédé, député au Corps législatif par la 3e circonscription du Calvados, contre MM. Target, et Le Métayer  . Il avait eu l'appui du gouvernement. M. de Colbert-Chabannais fit partie de la majorité dynastique, et fut réélu comme candidat officiel :
- le 4 juin 1863[6], contre M. de Witt[7] ;
- et le 24 mai 1869[8], contre MM. de Witt[9], Desseaux[10], Le Métayer[11] et Target[12].

Il vota la déclaration de guerre à la Prusse.
Rentré dans la vie privée après le 4 septembre 1870, M. de Colbert-Chabannais fit, aux élections sénatoriales de 1876, comme candidat bonapartiste, une tentative infructueuse dans le Calvados. Colbert-Chabannais était d'autre part conseiller général du Calvados, puis conseiller général de Seine-et-Oise.
On lui doit des Traditions et souvenirs touchant le temps et la vie du général Auguste Colbert : 1793-1809, V. Havard, 1882 (lire en ligne).

## Titres et distinctions
- 2e Baron de Colbert et de l'Empire[13] (3 janvier 1809) ;
- Marquis de Chabanais ;
- Officier de la Légion d'honneur[2].

## Famille et descendance
Napoléon-Joseph de Colbert était le fils aîné de Auguste-François, baron de Colbert (1777-1809), général de division, baron de l'Empire (1808), tué en Espagne et de Marie Geneviève Joséphine (28 mai 1785 - Paris † 7 octobre 1849 - Gambais), fille du général Jean Baptiste Camille, comte de Canclaux (1740-1817), sénateur du Premier Empire. Veuve, sa mère se remariera, le 20 octobre 1814, avec Pierre Arnauld de La Briffe.
- Il épousa, le 25 juillet 1832 à Paris IIe (ancien), Angélique Charlotte Joséphine (1813-1889), fille Adolphe François René, 3e marquis de Portes (1790-1852), et de Sophie Suzanne de Laplace (1792-1813). Ensemble, ils eurent:
  - Marie Adolphine Sophie (° 28 avril 1833 - Paris Xe (ancien) † 18 avril 1917 - Château de La Gaudinière, La Ville-aux-Clercs, Loir-et-Cher), mariée le 22 septembre 1853, en l'église Saint-Thomas-d'Aquin (Paris), avec Stanislas de La Rochefoucauld (1822-1887), duc de Doudeauville, dont postérité ;
  - Édouard, marquis de Chabanais (1834-1905), saint-Cyrien (1854-1856 : promotion de Crimée-Sébastopol), général de division, commandeur de la Légion d'honneur, marié, le 25 avril 1877 à Paris VIIIe (mairie de l'Élysée), avec Françoise Marie de Berckheim (1852-1897), dont :
    - Napoléon François Auguste (° 30 janvier 1878 † 18 mars 1961 - Ainay-le-Vieil), camérier secret du Pape, chevalier de l'ordre équestre du Saint-Sépulcre de Jérusalem (15 mai 1927), marié (1°) avec Marie Antoinette Alix Solange (1874-1932), fille d'Albert Edmond Edouard (1840-1901), comte de Tulle de Villefranche, et de Jeanne Amélie de Chevenon de Bigny (1839-1915), puis (2°) avec Alix, fille d'Auguste Désiré Hérault de La Véronne (vers 1808-1881) et Alix Collin de La Minière ( † 1887). Il eut, de son premier mariage :
      - Jeanne (° 15 avril 1915 - Paris VIIIe † 13 octobre 1991 - Ainay-le-Vieil), mariée avec M. Picot de Moras, dont postérité ;

    - Angélique Fanny Elisabeth (° 19 mars 1880 - Versailles † 1939), mariée avec Charles des Acres, 9e marquis de l'Aigle (1875-1935), capitaine de réserve au service d'État-major, maire de Rethondes, conseiller général pour le canton de Ribécourt et député de l'Oise (1932-1935), dont postérité ;
    - Camille Marie Françoise (° 1883 † 1969), mariée avec Edouard François Marie, vicomte de La Rochefoucauld (1874-1968), 12e duc de Bisaccia (1908), dont postérité ;
    - Marie-Camille (née en 1883) ;
    - Guillemette (° 1885 † 1944), mariée avec François Louis Joseph Marie de Bourbon (° 14 avril 1875 - Moulins (Allier) † 23 juillet 1954 - Busset (Allier)), 12e comte de Busset (1918), saint-Cyrien (1894-1896 : promotion d'Alexandre III), capitaine de cavalerie, officier de la Légion d'honneur, dont postérité ;

  - Pierre-Louis Jean-Baptiste, « comte » de Colbert-Laplace (° 6 août 1843 - Paris † 9 octobre 1917 - Saint-Julien-de-Mailloc (Calvados)), ancien secrétaire d'ambassade, député du Calvados, marié avec Louise Victorine (1841-1904), fille de Jean-François Renault et Madeleine de Cinglas, dont :
    - Jeanne (en 1870), mariée avec Olivier de Boyer de Sainte-Suzanne (né en 1861), dont postérité ;
    - Jean Baptiste Simon Camille Auguste de Colbert, comte de Laplace (° 1872 † 1961), saint-Cyrien (1894-1896 : promotion du Siam), officier d'infanterie, marié avec Marie Madeleine Clarisse Noblesse (1892-1956), dont postérité.

Les Colbert-Chabanais comptent parmi les familles subsistantes de la noblesse française.

## Iconographie: «le petit lancier rouge»

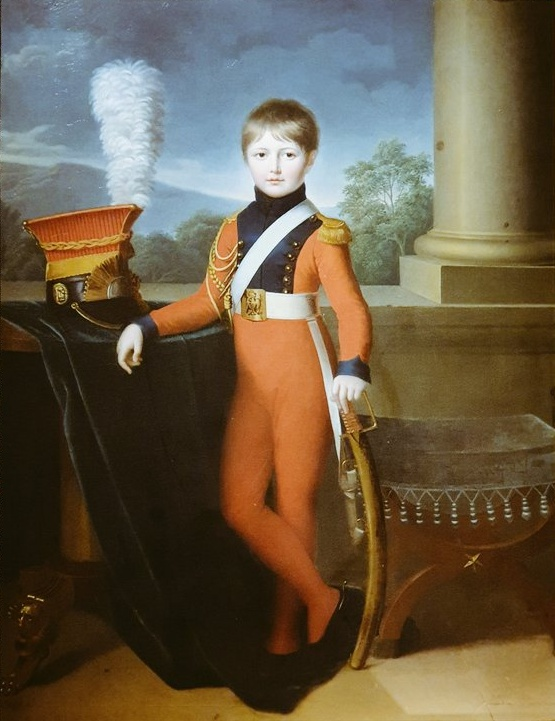
Jeanne-Élisabeth Chaudet, Napoléon-Joseph de Colbert-Chabanais en uniforme de lancier, dit « le petit lancier rouge », Salon de 1814 (collection privée, château d'Ainay-le-Vieil)

Le jeune Napoléon-Joseph de Colbert-Chabanais a été portraituré vers 1814 par Jeanne-Élisabeth Chaudet,, une artiste ayant connu le succès au début du XIXe siècle avec ses scènes de genre et ses portraits « représentant des enfants dans des situations souvent singulières et familières ». Comptant plusieurs membres de la famille Bonaparte parmi sa clientèle, elle réalisa aussi les portraits des enfants de personnalités de haut rang de l'Empire.
Le garçon est représenté en pied, debout, portant l'uniforme écarlate du 2e régiment de chevau-légers lanciers de la Garde impériale (dit « lanciers rouges »), alors commandé par son oncle, Édouard de Colbert-Chabanais,. De son bras droit, il s'appuie sur une table sur laquelle est posé son chapska rouge et tient de sa main gauche son sabre dont la pointe est appuyée sur le sol. Le portrait, conservé en collection privée, est exposé avec d'autres souvenirs de la famille Colbert au château d'Ainay-le-Vieil. Il y est surnommé « le petit lancier rouge ».
L'œuvre a été présentée par Jeanne-Élisabeth Chaudet au Salon de 1814, la plus importante exposition artistique de l'époque, sous le titre Portrait en pied d’enfant, en uniforme de lancier (no 209 du livret). Elle a de nouveau été montrée en public lors de l'Exposition universelle de 1889 ainsi qu'au musée de l'Armée en 2022 dans le cadre d'un accrochage temporaire consacré aux trois généraux Édouard, Alphonse et Auguste de Colbert-Chabanais, respectivement oncles et père de Napoléon-Joseph (Trois frères dans l’armée de Napoléon, 15 décembre 2021–22 mai 2022).
Une réplique de petite taille du tableau (huile sur toile, 43 × 34 cm), conservée par l'artiste, a été léguée en 1843 après la mort de son second époux Pierre-Arsène-Denis Husson au musée des Beaux-Arts d'Arras. L'identité du modèle étant inconnue, le tableau a d'abord été considéré à tort comme un portrait du roi de Rome (le fils de Napoléon), avant d'être renommé Portrait en pied d'enfant en costume de lancier,. Cette réplique a été détruite pendant la Première Guerre mondiale, lors des bombardements de juillet 1915. Le témoignage de l'historien Victor Advielle, qui avait vu les deux œuvres, ne laisse cependant aucun doute sur la relation entre l'original du château d'Ainay-le-Vieil et sa réplique d'Arras. C'est donc par erreur que l'historienne de l'art Charlotte Foucher, spécialiste de Chaudet, a identifié le petit tableau du musée arragois à la peinture présentée au Salon de 1814, qui était de plus grande taille et dont la figure était « de grandeur naturelle ».